# قرصو (أنغور)
قرصو هي بلدة في مقاطعة أنغور في ولاية صرخنداريا في أوزبكستان.